# Pandavleni-Höhlen

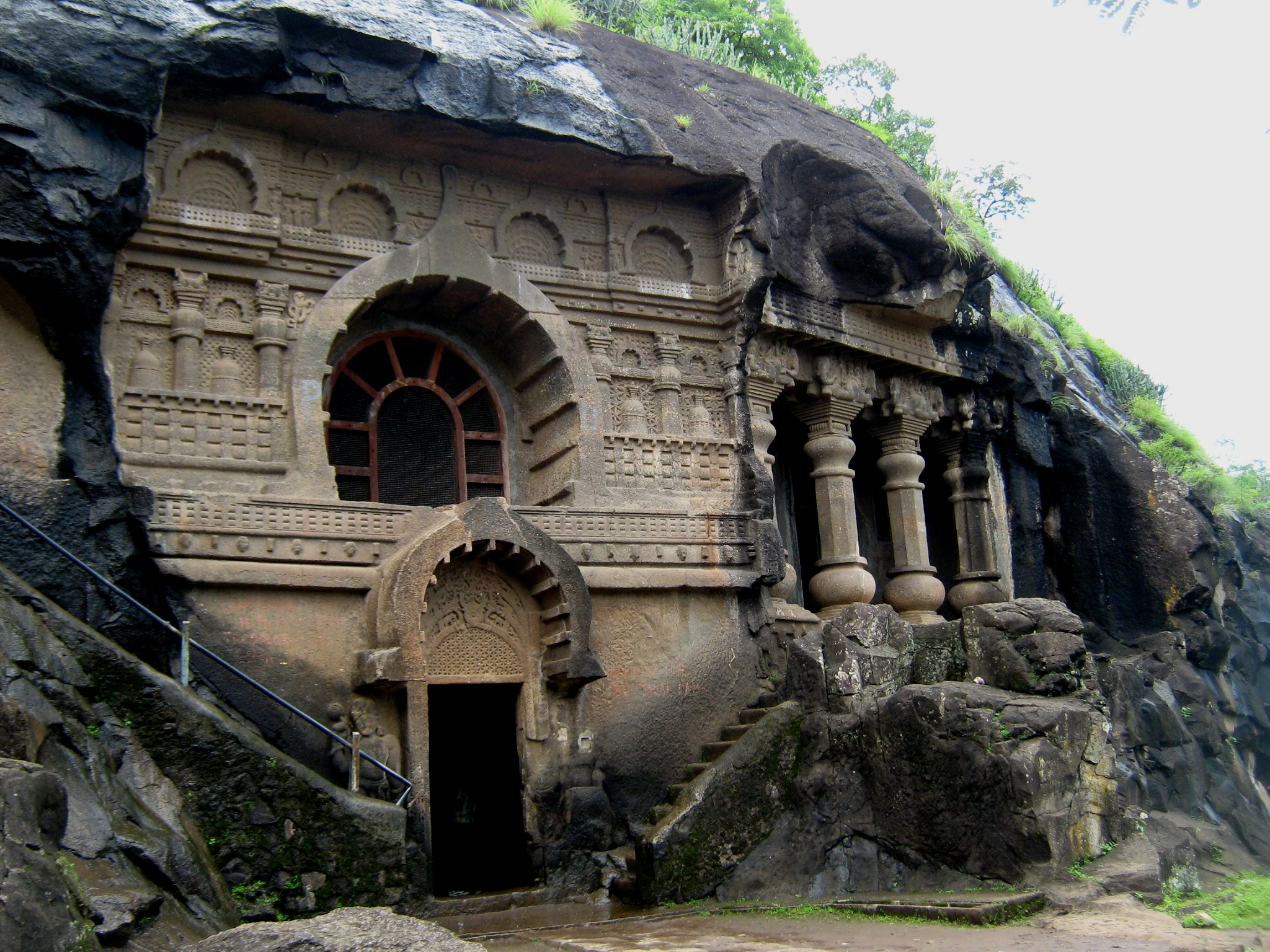
Fassaden der Höhlen 17 und 18

Die Pandavleni-Höhlen (auch Pandulena-Caves, Trivashmi-Caves oder Nashik-Caves) sind ein mehr als 20 Höhlen umfassendes buddhistisches Höhlenkloster nahe der indischen Stadt Nashik im Bundesstaat Maharashtra. Zum Komplex gehört auch ein Heiligtum der Jainas.

## Lage
Das Höhlenkloster befindet sich etwa 8½ Kilometer südwestlich des Zentrums von Nashik an den Felsabhängen des Trivashmi Hill gegenüber dem Vorort Ambad. In den Fels gehauene Treppen führen hinauf zum etwa 100 Meter über der Talsohle gelegenen Höhlenkomplex.

## Geschichte

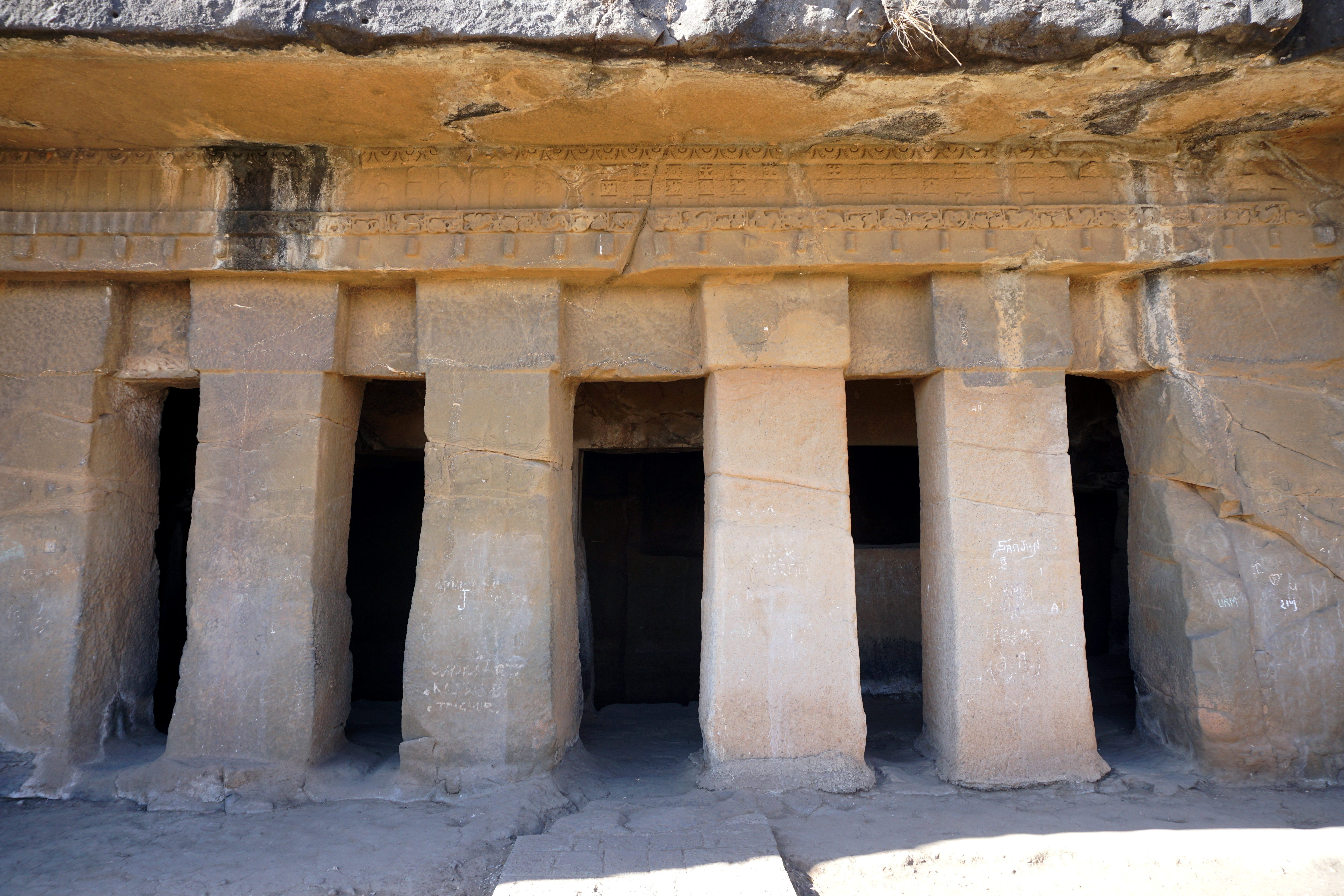
Höhle Nr. 1

In den Höhlen wurden insgesamt 27 Inschriften in Brahmi-Schrift entdeckt, von denen zwei in das 2./3. Jahrhundert n. Chr. verweisen. Ob und wie lange die Anlage bereits vorher existierte ist unklar; meist wird ihre Gründung im 1. Jahrhundert v. Chr. angesiedelt, doch die meisten Höhlen dürften dem 4. und 5. Jahrhundert entstammen. Nach dem Erstarken des Hinduismus im Gupta-Reich (4.–6. Jahrhundert) sowie unter den Pratihara-Herrschern (7./8. Jahrhundert) dürfte das Kloster aufgegeben worden sein.

## Höhlen

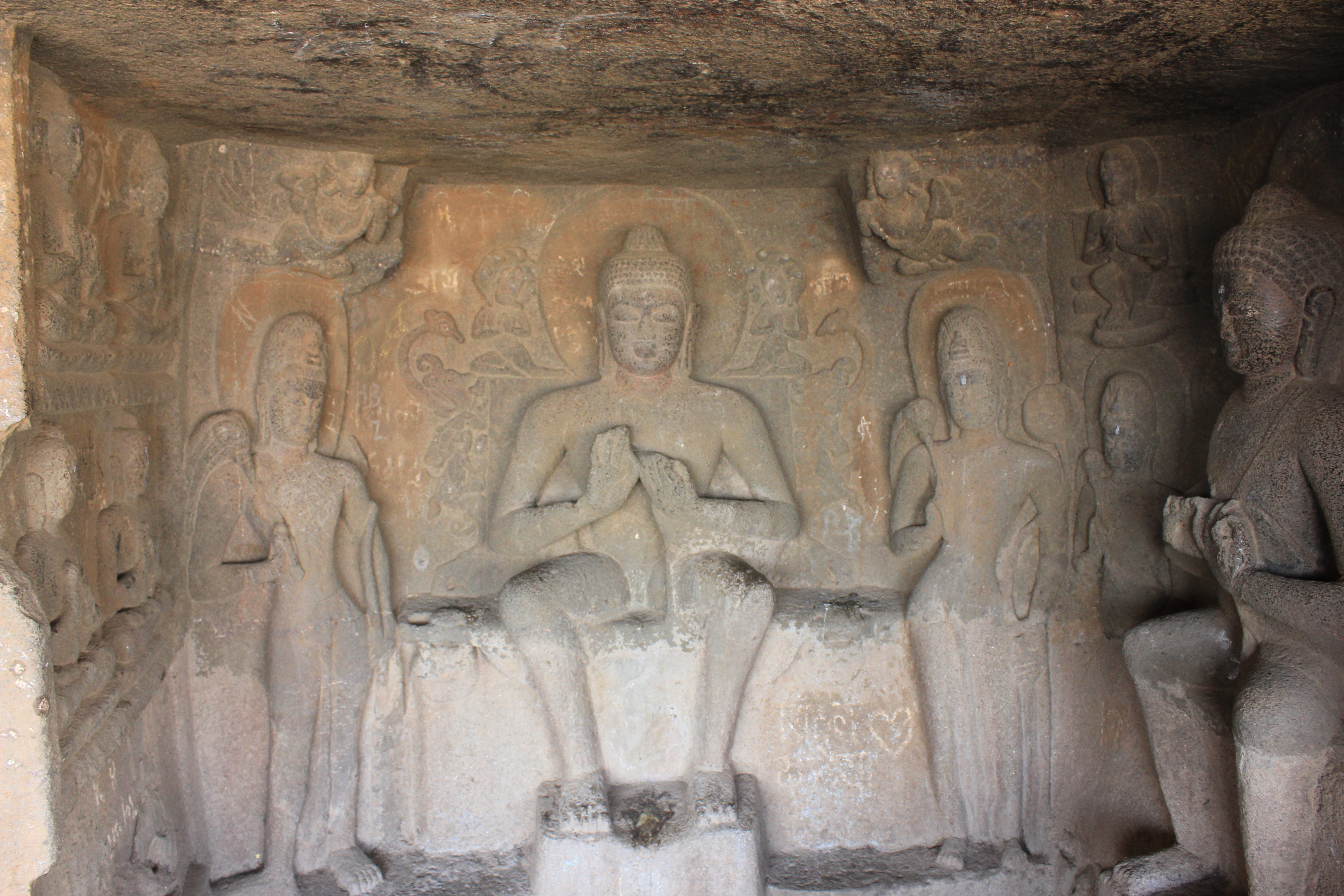
Buddha im Lehrgestus in Höhle 14

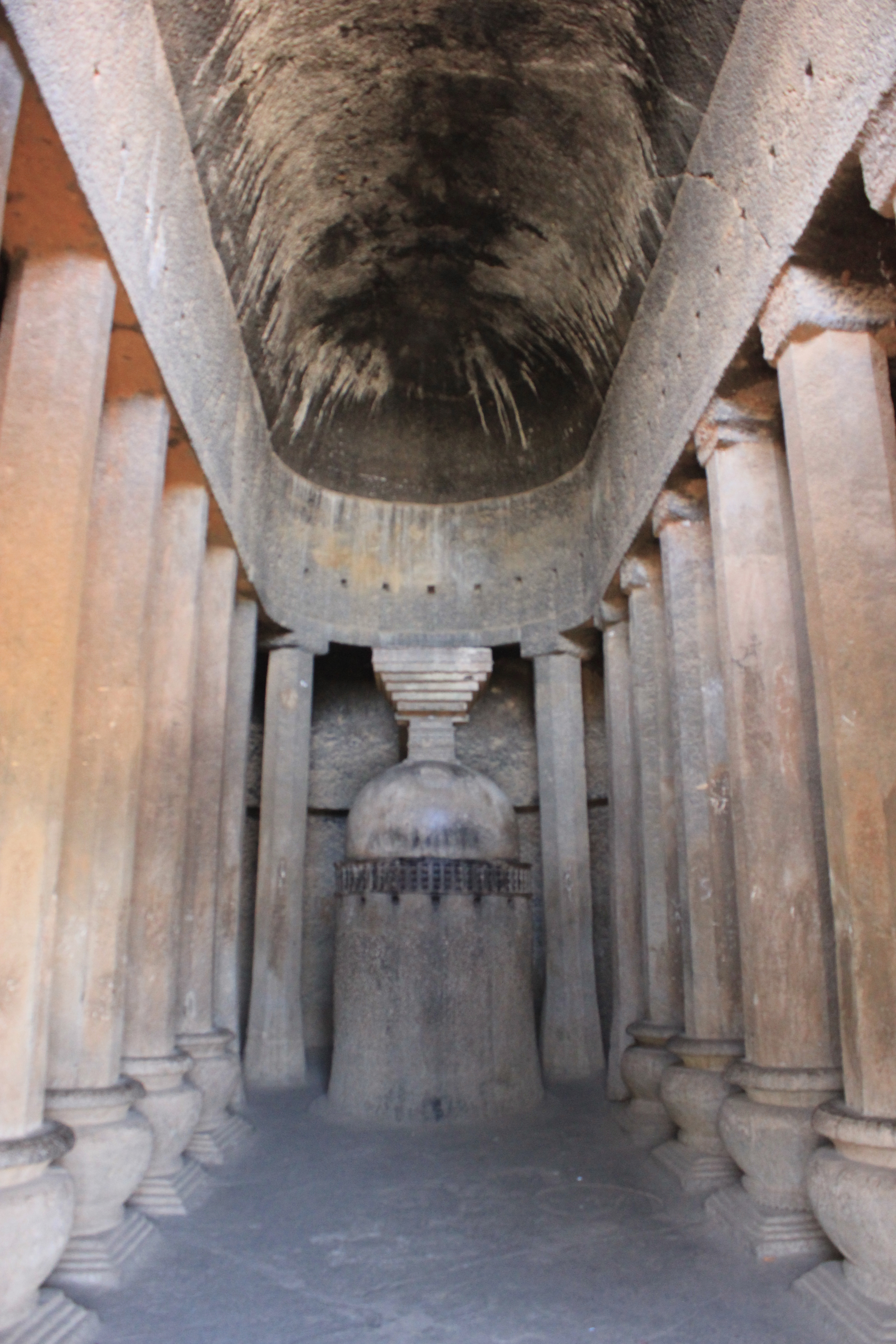
Chaitya-Höhle 18

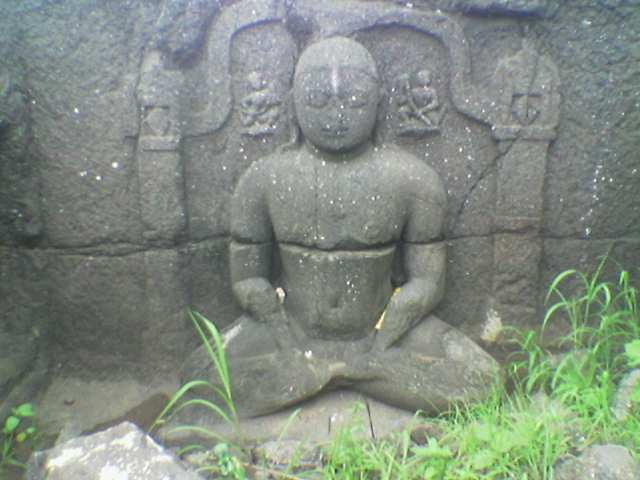
Jaina-Kultbild (2.–4. Jh.)

Der Komplex besteht aus Kulthöhlen (chaityas) und Wohnhöhlen (viharas); letztere wurden in späterer Zeit oft mit einem innenliegenden Umgang versehen, der ein Sanktuarium (garbhagriha) mit einem Buddha-Bildnis umschließt, so dass die verehrende Umschreitung (pradakshina) durch die Mönche innerhalb der Höhle stattfinden konnte.
Höhlen 1 und 2Die Höhlen 1 und 2 können wegen ihrer 'primitiven' Steinbearbeitung als die ältesten des gesamten Komplexes angesehen werden. Auch der Figurenschmuck im Innern ist eher rustikal.

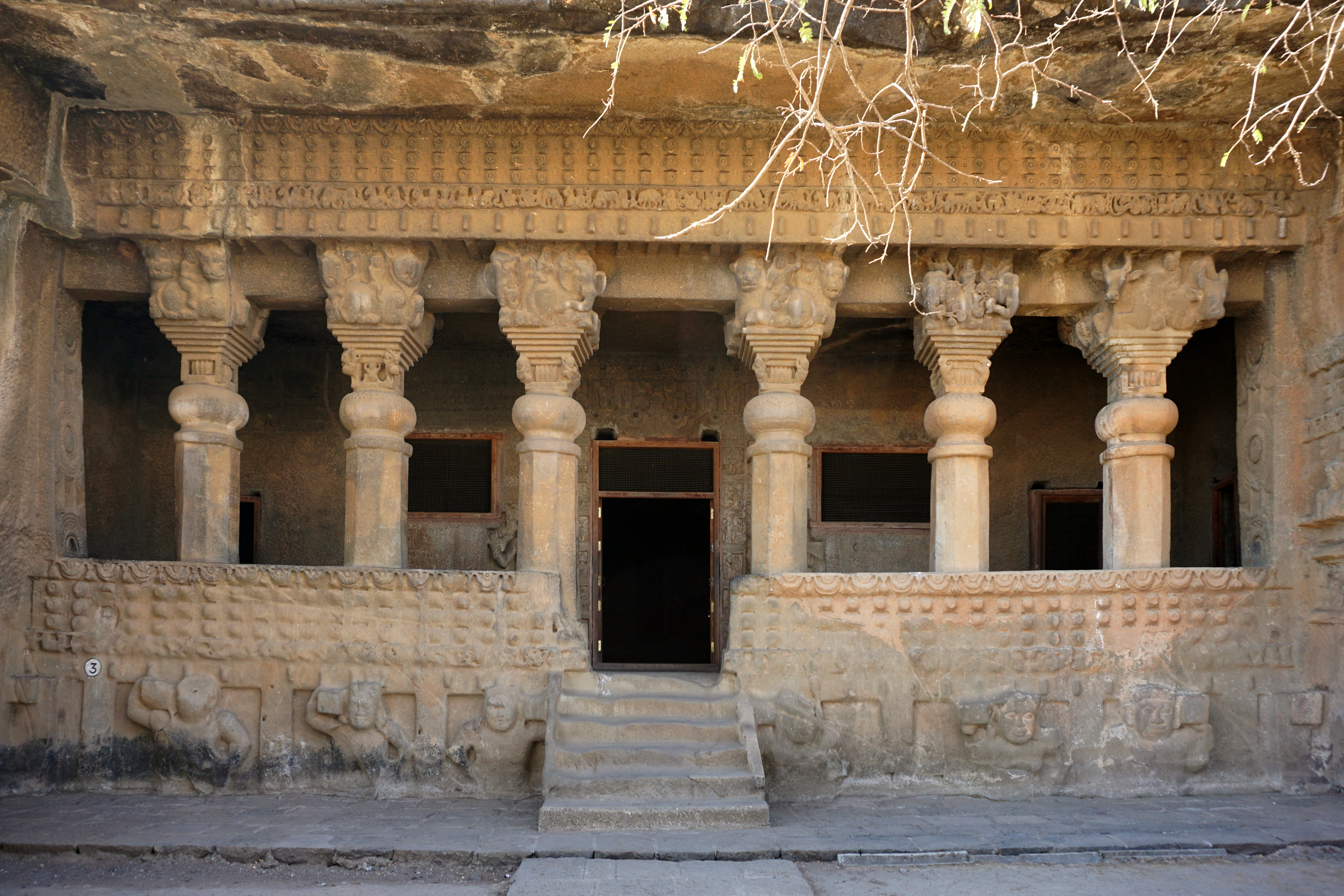
Höhle Nr. 3

Höhle 3Die Höhle 3 ist eine Wohnhöhle mit Skulpturen. Eine Inschrift der Mutter des Shatavahana-Königs Gautamiputra Satakarni wurde hier entdeckt. Die Fassade mit ihren sechs freistehenden Säulen, die in ihrem unteren Teil hinter einer Brüstungsmauer verborgen sind, ist besonders eindrucksvoll. Die oktogonalen Säulenschäfte enden in einem nach unten abgetreppten Aufbau, der dem Schirm auf der Stupa in Höhle 18 entspricht und hier erstmals als Säulenaufsatz eingesetzt wird; darüber finden sich große Kapitelle mit Löwen-, Elefanten- und Stiermotiven. Das seitlich von „Himmlischen Liebespaaren“ (mithunas) gerahmte Eingangsportal wird von zwei Wächterreliefs (dvarapalas) geschützt. Im üppig dekorierten Sturzbereich, der an die freistehenden Toranas von Sanchi erinnert, finden sich stehende betende Figuren, zwischen denen sich Reliefs mit anikonischen Symbolen Buddhas befinden (Baum, Stupa, Rad der Lehre).
Höhle 10Die sogenannte Nahapan Vihara ist eine weite Halle mit insgesamt 16 Zellen, deren mittlere ein Buddha-Bildnis enthält. Eine Inschrift erwähnt den Namen Ushadatta; dieser war der Schwiegersohn von Kshatrapa Nahapana, der um 120 n. Chr. lebte.
Höhle 14Die Höhle 14 enthält ein nimbiertes Buddha-Bildnis in der sogenannten 'europäischen Sitzhaltung' auf einem Löwenthron, aber mit einem Lotospodest unter seinen Füßen; seine Finger berühren sich im Lehrgestus (dharmachakramudra) vor der Brust. Neben ihm stehen mehrere Begleitfiguren mit Fliegenwedeln.
Höhle 16Mit gut 3,50 Metern Höhe ist sie die höchste der Wohnhöhlen; auch sie beinhaltet 16 Zellen.
Höhle 17Die Wohnhöhle enthält eine Inschrift, die besagt, dass ein Grieche aus Baktrien(?) mit Namen Indragnidatta und sein Sohn Dharmarakshit die Höhle mitsamt einer Zisterne aus dem Felsgestein herausschlagen ließen. Die Fassade der Höhle wird gebildet von zwei freistehenden Säulen und zwei Halbsäulen, die unten und oben mit kissenförmigen Elementen versehen sind. Die Säulen enden in durchbrochenen Kämpferplatten, die amalaka-Motive im Innern eines annähernd würfelförmigen Rahmens zeigen – ein äußerst ungewöhnliches Motiv, das nur in Nashik vorkommt, wo es schon auf einigen Säulenschäften der Höhle 3 zu sehen war.
Höhle 18Die Höhle 18 ist eine Chaitya-Halle mit einer beeindruckenden Fassade. Das Mittelportal wird überfangen von einem großen halbmondförmigen Fenster (kudu oder chandrasala), das an seinem unteren Ende leicht nach innen eingezogen ist und so einen Hufeisenbogen ausbildet; oben endet es in einer kielbogenförmigen Spitze. In seiner Umgebung befinden sich mehrere Blendfenster, die in der gleichen Art gestaltet sind; in ihrem Innern sind perspektivisch verkürzte Gewölbedarstellungen zu sehen, die auf hölzerne Vorläufer verweisen. Zusammen mit mehreren Zaunmotiven (vedikas), vorgeblendeten Halbsäulen und kleinen Stupas ergibt sich ein sehr dekoratives und ausgewogenes Bild. Das Innere der apsidialen Chaitya-Halle ist vollkommen anikonisch und äußerst karg und schmucklos gehalten; oktogonale Pfeiler, die in großen Krügen zu stehen scheinen, umgeben einen schlanken Stupa mit einem aufgelegten harmika-Dekor und einem nach unten abgetreppten Ehrenschirm (chhatra).
Höhle 20Auch die Höhle 20 ist eine Chaitya-Halle. Gemäß einer Inschrift wurde sie im 7. Jahr des Satvahan-Königs Gautamiputra Yajnashri Satkarni, d. h. in der 2. Hälfte des 2. Jahrhunderts von einer Frau fertiggestellt. Eine weitere Inschrift verweist auf Spenden aus der lokalen Bevölkerung zur Reparatur(?) der Höhle.
Jaina-HeiligtumEtwas abseits des buddhistischen Klosterkomplexes befindet sich – am Rand einer aus dem Fels herausgehauenen Zisterne – ein Jaina-Heiligtum mit mehreren stehenden und sitzenden Tirthankaras. Alle Skulpturen sind recht 'primitiv' gestaltet und überdies fehlen jegliche Dekormotive sowie die später üblich werdenden Brustjuwele, so dass eine frühe Datierung in das 2. bis 4. Jahrhundert wahrscheinlich ist. Die nebenstehende Abbildung zeigt wahrscheinlich Mahavira, den letzten in der Reihe der 24 Tirthankaras und Begründer der Jaina-Religion – er sitzt meditierend im Lotossitz innerhalb eines äußerst einfachen torana-Bogens; zu beiden Seiten seines Hauptes knien kleine Diener- oder Wächterfiguren mit Fliegenwedeln oder Schwertern.

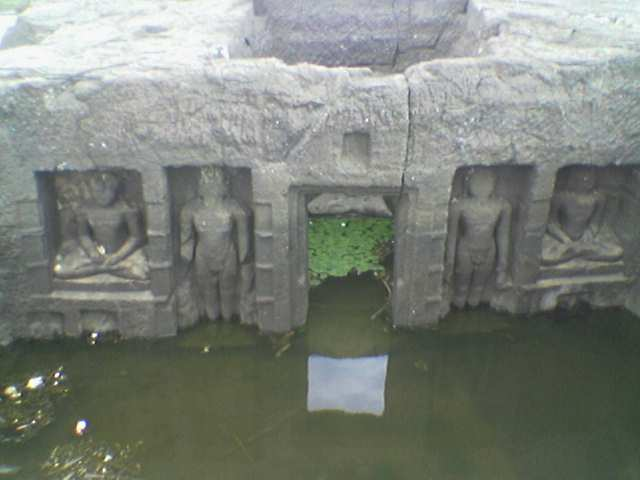
Stehende und sitzende Tirthankaras
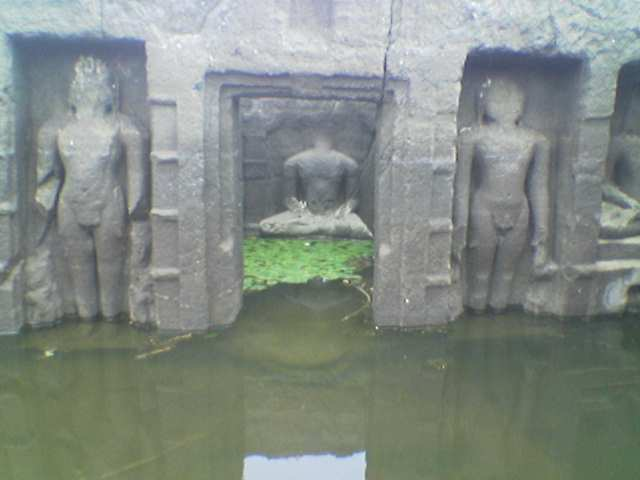
dto
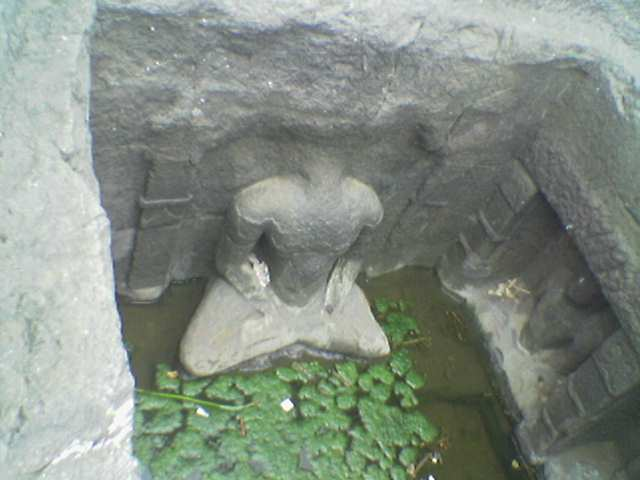
Meditierende Jaina-Figur